# Bob Bradshaw
Robert C. Bradshaw, más conocido como Bob Bradshaw, es un fabricante de sistemas de audio utilizados principalmente por guitarristas. Entre sus clientes se encuentran Yngwie J. Malmsteen, Steve Vai, Steve Lukather, Kirk Hammett, Eddie Van Halen, Dave Mustaine, Marty Friedman, The Edge y muchos otros guitarristas de renombre. 

## Historia
Bradshaw fundó su empresa Custom Audio Electronics en 1980 cuando, cansado de las pedaleras tradicionales con componentes fijados a una tabla de madera, desarrolló un conmutador de audio para rack (audio switcher) con loops discretos true bypass para cada efecto, así como también funciones para cambio de canal de amplificadores (amp controller) y controles de efecto adicionales. A esto se sumó una robusta pedalera (foot controller) con pulsadores de acceso directo y LEDs para cada bucle de audio y/o función del sistema. Más tarde se agregaron presets y funciones MIDI. Este enfoque lógico es la base de los actuales sistemas Bob Bradshaw. Como todos los sistemas modernos de audio para guitarristas, se busca obtener la máxima flexibilidad, transparencia sónica y confiabilidad. Otros sistemas similares son Voodoo Lab GCX Audio Switcher y Max Control FCX-8.